# Agatha Gijzen
Agatha Gijzen (* 9. Oktober 1904 in Rotterdam; † 19. Februar 1995 in Merksem) war eine niederländische Zoologin und Museumshistorikerin.

## Leben
Gijzen erlangte 1928 den Masterabschluss an der Universität Leiden. Im November 1938 wurde sie an derselben Universität mit einer Dissertation über die Geschichte des Rijksmuseum van Natuurlijke Historie in Leiden von 1820 bis 1915 unter der Leitung von Hilbrand Boschma zum Doktor der Naturwissenschaften promoviert.
Von 1938 bis 1947 war sie Assistentin und Sekretärin von Direktor Koenraad Kuiper (1888–1971) im Diergaarde Blijdorp. Von 1943 bis 1945 wurden sowohl Gijzen als auch Kuiper wegen ihrer anti-deutschen Haltung vom Dienst suspendiert. Gijzen arbeitete während dieser Zeit als Assistentin des Tierarztes J. C. Peters, dem Zoo-Veterinär.
Nach dem Zweiten Weltkrieg half sie beim Wiederaufbau des Zoos Antwerpen, der weitgehend zerstört war. 1947 wurde sie die erste Frau in der Zooverwaltung und setzte sich für eine bessere Versorgung der Tiere ein. Ihr Hauptanliegen galt dem Wohlergehen der Tiere. Deshalb nahm sie an Obduktionen der verendeten Tiere teil, um die Todesursache besser feststellen zu können. Außerdem legte sie von jedem Tier eine medizinische Akte an. Durch diese professionelle Hilfe bekam der Zoo einen gesunden Tierbestand. Als 1953 das unterernährte Flachlandgorillababy Gust (1952–1988) in den Zoo kam, sorgte Gijzen dafür, dass er wieder Nahrung zu sich nahm. Sie zog den Gorilla von Hand auf, das erste von vielen Tieren, die in ihrer Obhut aufwuchsen. Gijzen war auch maßgeblich an der Gründung des Planckendael Zoos im Ortsteil Muizen von Mechelen beteiligt, wo sie bis 1974 Mitarbeiterin war.

## Schriften (Auswahl)
- s Rijks Museum van Natuurlijke Historie 1820–1915, 1938 (Dissertation)
- Bijdrage tot de geschiedenis van Gijzenia Agatensis, gedurende het tijdvak 9 October 1904 – 15. November 1938, 1938
- (mit Heinz Wermuth) Conseils pour la détermination des tortues et leur conservation en captivité (deutsch: Schildkrötenpflege in öffentlichen Schau-Aquarien nach biologischen Gesichtspunkten), 1958
- Das Okapi Okapia johnstoni (Sclater). Die neue Brehm-Bücherei. Heft 231, 1959 (deutsche Übersetzung von Erna Mohr)
- Les animaux qui rongent, 1967
- La faune du nocturama, 1971